# Lecce
Lecce (łac. Lupiae) – miasto i gmina we Włoszech, w regionie Apulia, w prowincji Lecce.
Według danych na rok 2004 gminę zamieszkiwało 83 237 osób, 349,7 os./km². Siedziba uniwersytetu.

## Zabytki
Lecce jest znane jako „Florencja południa” ze względu na cenną barokową zabudowę oraz liczne zabytki z okresu z cesarstwa rzymskiego. Uznawane jest za jedno z najpiękniejszych miast południa Włoch.
Najważniejsze zabytki:
- Bazylika Santa Croce (XVII w.)
- Katedra (XVII w.)
- Kościół San Giovanni Battista (XVII w. – XVIII w.)
- Kościół Sant'Irene (XVII w.)
- Pałac biskupi (XVII w.)
- Pałac Celestynów (XVII w.)
- Amfiteatr rzymski

## Transport
W miejscowości znajduje się stacja kolejowa Lecce.

## Miasta partnerskie
- Barranquilla, Kolumbia
- Błagojewgrad, Bułgaria
- Bristol, Wielka Brytania
- Melbourne, Australia
- Murcja, Hiszpania
- Ostrów Wielkopolski, Polska
- Palermo, Włochy
- Praga, Czechy
- Skopje, Macedonia Północna
- Valladolid, Hiszpania
- Werona, Włochy